# Yanghuxiang (sockenhuvudort i Kina, Jiangxi Sheng, lat 28,02, long 115,49)
Yanghuxiang är en sockenhuvudort i Kina. Den ligger i provinsen Jiangxi, i den sydöstra delen av landet, omkring 83 kilometer sydväst om provinshuvudstaden Nanchang. Antalet invånare är 28 658. Befolkningen består av 14 103 kvinnor och 14 555 män. Barn under 15 år utgör 18,0 %, vuxna 15-64 år 74 %, och äldre över 65 år 7,0 %.
Runt Yanghuxiang är det tätbefolkat, med 383 invånare per kvadratkilometer. Närmaste större samhälle är Quangang, 17,9 km nordost om Yanghuxiang. Trakten runt Yanghuxiang består till största delen av jordbruksmark.
Genomsnittlig årsnederbörd är 2 267 millimeter. Den regnigaste månaden är juni, med i genomsnitt 364 mm nederbörd, och den torraste är oktober, med 22 mm nederbörd.